# Marek Kutschera
Marek Kutschera – polski fizyk, profesor nauk fizycznych.

## Życiorys
W 1977 r. ukończył studia fizyczne na Uniwersytecie Jagiellońskim, w 1983 r. obronił pracę doktorską, w 1991 r. habilitował się na podstawie pracy zatytułowanej O chiralnych modelach gęstej materii i jej własnościach magnetycznych. W 1996 r. uzyskał tytuł profesora nauk fizycznych.
Został pracownikiem naukowym w Instytucie Fizyki Jądrowej im. Henryka Niewodniczańskiego PAN i na Uniwersytecie Jagiellońskim.
Jest członkiem Komisji Astrofizyki PAU, a także był członkiem Komitetu Fizyki PAN.